# Visir

Stemma del Gran Visir ottomano.

Il termine visir, anche scritto vizir, in quanto derivante dal persiano vezir (medio-persiano vecir; in arabo وزير‎?, wazīr; ossia "colui che decide"), indica un importante consigliere politico e religioso, spesso di un califfo, di un sovrano, di un emiro o di un sultano.

## Storia

### Antico Egitto
Il termine visir viene anacronisticamente usato, anche dagli storici, per indicare il più alto funzionario egizio, posto alle dirette dipendenze del faraone.

### Storia musulmana
In periodo omayyade siriano e spagnolo, per indicare le funzioni assolte dal vizir si usava la parola hajib.
Nel periodo fatimide il termine che si preferiva usare era invece wāsiṭa (intermediario).
Nella Persia pre-islamica il visir era un ministro dello Scià. Questo termine è stato poi preso in prestito da quasi tutte le altre lingue di area islamica.
Nell'Impero ottomano il Gran Vizir aveva il ruolo di formale Primo ministro e presiedeva il consiglio (dīwān) imperiale.
Nel sultanato del Brunei avevano il titolo di Wazir i quattro principali governatori delle regioni più importanti, tutti insigniti inoltre del titolo di Raja. Famoso fu Pengiran Ideran Mahkota.
Nel corso del XVII e XVIII secolo, al visir furono però ridotte le funzioni in seguito alle riforme avviate nel 1839. La carica fu definitivamente soppressa con la rivoluzione kemalista che portò alla nascita della Turchia repubblicana.